# Liste der Wappen in der Comarca Alt Penedès
Die Liste der Wappen in der Comarca Alt Penedès beinhaltet alle in der Wikipedia gelisteten Wappen der Orte in der Comarca Alt Penedès in Katalonien. In dieser Liste werden die Wappen mit dem Gemeindelink angezeigt. 

## Wappen der Comarca Alt Penedès

Alt Penedès
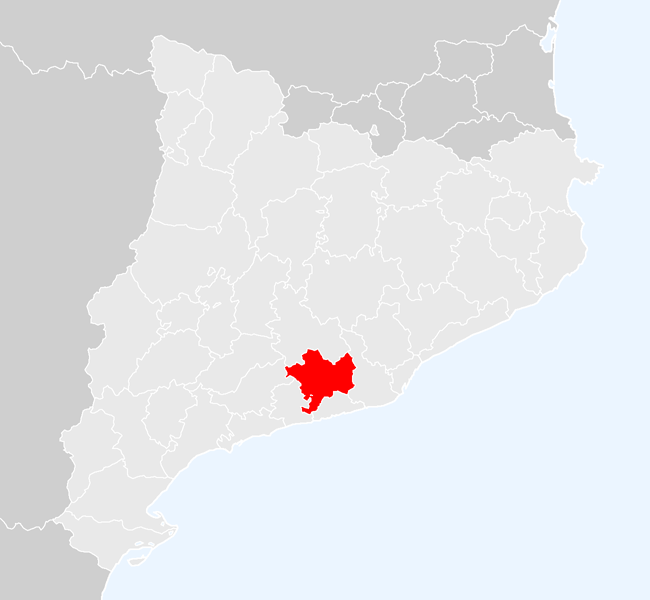
Lage der Comarca in Katalonien Wappen in Katalonien

## Wappen der Gemeinden in der Comarca Alt Penedès

Avinyonet del Penedès
Les Cabanyes
Castellet i la Gornal
Castellví de la Marca
Font-rubí
Gelida
La Granada
Mediona
Olèrdola
Olesa de Bonesvalls
Pacs del Penedès
El Pla del Penedès
Pontons (Barcelona)
Puigdàlber
Sant Cugat Sesgarrigues
Sant Llorenç d’Hortons
Sant Martí Sarroca
Sant Pere de Riudebitlles
Sant Quintí de Mediona
Sant Sadurní d’Anoia
Santa Fe del Penedès
Santa Margarida i els Monjos
Subirats
Torrelavit
Torrelles de Foix
Vilafranca del Penedès
Vilobí del Penedès